# Czarne Garby
Czarne Garby – szczyt w południowej części Gór Leluchowskich, które w polskiej regionalizacji fizycznogeograficznej według Jerzego Kondrackiego zaliczone zostały do Beskidu Sądeckiego, w nowszej regionalizacji z 2018 r. wraz z Górami Lubowelskimi do Pogórza Popradzkiego. Czarne Garby znajdują się w granicach wsi Dubne w województwie małopolskim, w powiecie nowosądeckim, w gminie Muszyna
Czarne Garby znajdują się w bocznym grzbiecie odbiegającym od Barwinka poprzez szczyt Sucha Jodła w kierunku południowo-zachodnim. Od wschodniej strony stoki tego grzbietu opadają do doliny potoku Smereczek, od zachodniej do doliny potoku Dubne (dopływ Smereczka).
Szczyt jest całkowicie porośnięty lasem, ale na dolnej części jego południowych stoków znajdują się bezleśne tereny miejscowości Dubne. Na szczyt nie prowadzi żaden szlak turystyczny.